# Stadtarchiv Herten
Das Stadtarchiv Herten ist das Kommunalarchiv der Stadt Herten im Kreis Recklinghausen. Sein archivalisches Sammelgebiet sind Akten der Amts- und Stadtverwaltung von Herten und Westerholt von 1856 bis heute sowie Bestände über die Geschichte der Stadt Herten für stadtgeschichtliche, heimatkundliche oder genealogische Forschung.

## Geschichte
Das Stadtarchiv existiert seit 1951. Die Gründung des Stadtarchivs wurde in der Ratsversammlung vom 31. August 1951 offiziell beschlossen. Seit 2012 befindet sich das Stadtarchiv in den Räumen des Rathauses Herten.

## Leiter
- Max-Josef Midunsky 1951–1966
- Friedhelm Glinka 1966–1996
- Horst W. Spiegelberg (1997–2004)
- Horst W. Spiegelberg und Michael P. Hensle (2004–2008)
- Horst W. Spiegelberg (2008–2010)
- Kirsten Noetzel (2010–2022)
- Sebastian Lawrenz (seit 2023)

### Standorte
- 1951–1957: zwei Räume des ehemaligen Wirtschaftsamtes im Hofe der Marienschule
- 1957–1997: Rathaus Herten
- 1997–2012: Städtisches Gymnasium, ein ursprünglicher Fahrradkeller wurde für das Archiv umgebaut
- 2012: Rathaus Herten, ehemaliger Sitzungssaal sowie angrenzende Büroräume

## Archivsprengel
Das Stadtarchiv Herten ist für die Stadt Herten und alle rechtlichen Vorgänger zuständig.
- Gemeinde / Amt Herten
- Bauernschaften Ebbelich, Disteln, Scherlebeck, Langenbochum
- Stadt Westerholt / Ortsteil Bertlich

## Aufgaben
Das Stadtarchiv Herten bewahrt Bestände für historische und regionale Forschungen und Dokumentationen. Zu den Kernaufgaben zählt die dauerhafte Sicherung von Schrift- und Sammlungsgut der Stadtverwaltung. Es ist dazu verpflichtet, angebotene Unterlagen zu erfassen, zu bewerten, zu übernehmen und das übernommene Archivgut sachgemäß zu verwahren, zu ergänzen, zu sichern, zu erhalten, instand zu setzen, zu erschließen, zu erforschen, für die Nutzung bereitzustellen sowie zu veröffentlichen.

## Benutzung
Die Benutzung des Stadtarchivs ist gebührenfrei. Für die Benutzung ist der Lesesaal vorgesehen.
Über Benutzercomputer können Personenstandsregister und mit einem Lesegerät Mikrofiches und Mikrofilme eingesehen werden.

## Büste

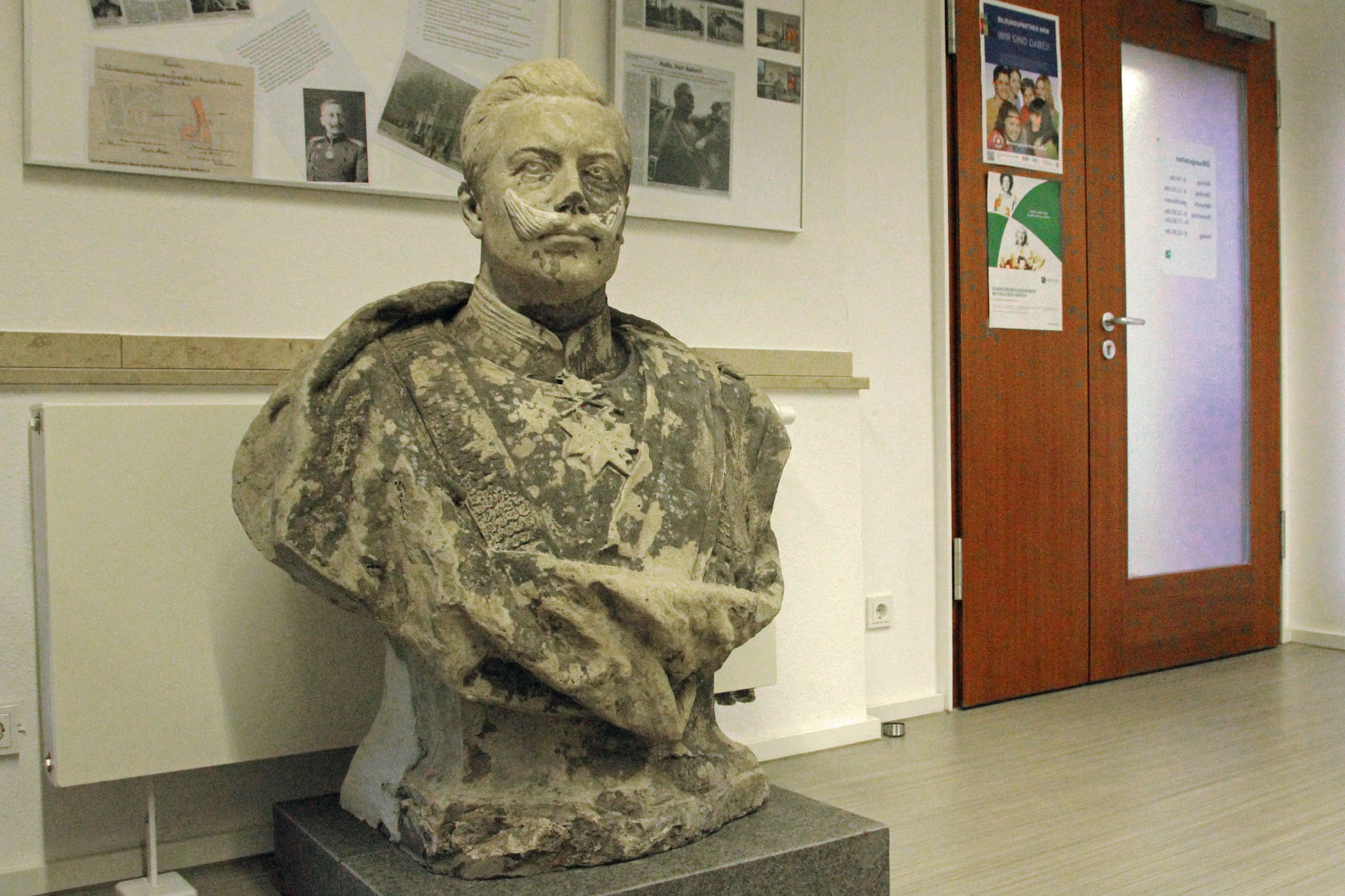
Büste von Kaiser Wilhelm II.

Seit 2018 ist das Stadtarchiv im Besitz einer etwa einen Meter hohen Büste von Kaiser Wilhelm II., die im Lesesaal ausgestellt ist. Sie wurde von einem Bauarbeiter bei Bauarbeiten unter dem Gehweg der Ewaldstraße entdeckt. Der ursprüngliche Standort der Büste befand sich im 19. Jahrhundert bei der Gastwirtschaft „Im grünen Wald“. Sie stand in einer Parkanlage auf einer Säule.